# Nertobriga costalis
Nertobriga costalis är en fjärilsart som beskrevs av Embrik Strand 1917. Nertobriga costalis ingår i släktet Nertobriga och familjen trågspinnare. Inga underarter finns listade i Catalogue of Life.